# 瑞溪镇 (正安县)
瑞溪镇，是中华人民共和国贵州省遵义市正安县下辖的一个乡镇级行政单位。

## 行政区划
瑞溪镇下辖以下地区：
瑞溪村、尖峰村、燕子坝村、三把车村、蚂蝗井村、柏坝村、石阡村、木盆寺村和团结村。